# Производство авокадо в Мексике

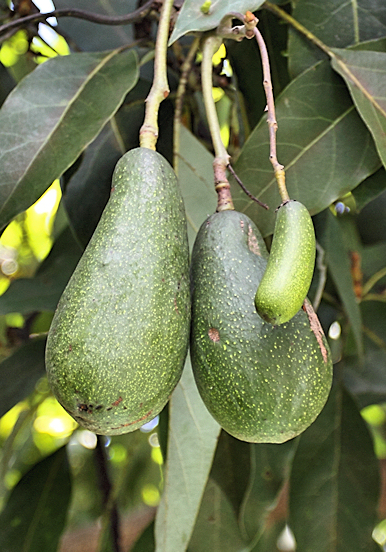
Авокадо без косточек, растущее рядом с двумя обычными авокадо в Оахака

Производство авокадо имеет важное значение для экономики Мексики, поскольку эта страна является крупнейшим в мире производителем этой культуры. Доля Мексики в мировой торговле авокадо составляет 45 процентов. Из 57 стран-производителей авокадо, другими крупными производителями являются Доминиканская Республика, Перу, Колумбия и Индонезия, в порядке уменьшения доли.
«Пояс авокадо» в Мексиканской Республике включает Мичоакан и штат Мехико. Основными сортами в Мексике являются Фуэрте, Хасс, Бэкон, Рид, Криоллор и Зутано.

## Предыстория
Авокадо родом из Центральной Мексики, где его история уходит на тысячелетия назад, основываясь на археологических свидетельствах Клода Эрла Смита-младшего, который обнаружил, что семядоли авокадо, найденные в отложениях пещеры Кокскатлан в Теуакане, штат Пуэбла, датируются примерно 10 000-летней давностью. В штате Нуэво-Леон сохранились остатки примитивных деревьев авокадо. Затем эта культура распространилось на современную территорию других стран Северной и Южной Америки, включая Соединённые Штаты. Это «функциональная еда» в Америке; те многогочисленные сорта, которые растут в Мексике, соответствуют её климатическим условиям.
Древние жители Мексики, включая ацтеков и другие аборигенов, считали, что форма плода соответствует его свойствам. Поэтому употребление в пищу авокадо способствовало силе и мужеству. Испанская колониальная документация XVI века об использовании индейских лекарственных растений подтверждает эту связь, отмечая репутацию плода как афродизиака, а также его склонность помогать при родах и уменьшать воспаление и расстройство желудка. Авокадо, вероятно, также имел культурное значение для майя, которые верили в возрождение своих предков в качестве деревьев и поэтому окружали свои дома фруктовыми деревьями, в том числе авокадо.

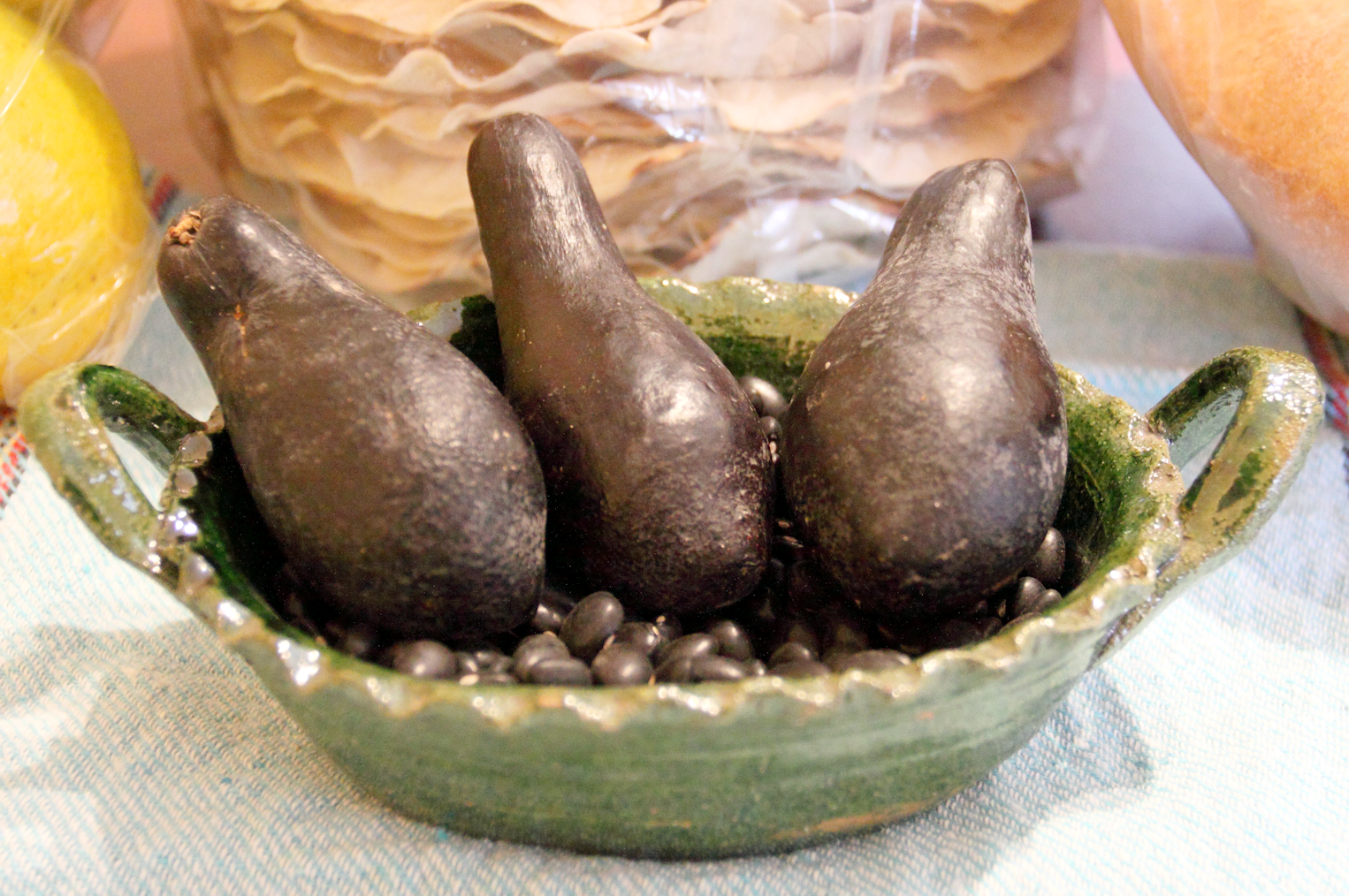
Авокадо криолло из Оахаки

В 1950-х годах были созданы плантации сорта Фуэрте; два десятилетия спустя появились плантации сорта Хасс, и он стал ведущим сортом страны. Этот сорт появился, когда почтовый работник в Южной Калифорнии, Рудольф Хасс, решился купить небольшую полуторакровую рощу в Ла Хабра Хайтс, чтобы экспериментировать с разведением высокопродуктивных деревьев авокадо. Гибрид, на котором он остановился и который запатентовал в 1935 году, был преимущественно гватемальским с некоторыми мексиканскими генами. Он давал фрукты, которые были более тёмного фиолетового оттенка, чем привычные на то время, но были вкуснее, менее маслянисты и лучше сохранялись. Прибыль Хасса от его патента до истечения срока его действия в 1960 году составила 4800 долл. США. Сегодня более 85 % авокадо, выращиваемых в мире, относятся к сорту Хасс. Авокадо Хасса чувствителен к вредителям, таким как клещи Persea и трипсы авокадо.
В 2007 году авокадо стал пятым по значимости фруктом в экономике Мексики. Будучи основным продуктом питания, большинство авокадо, производимых в Мексике, потребляются в стране. Внутреннее потребление авокадо на 2010—2011 годы прогнозировалось на уровне 806 тысяч тонн, что на 8,45 процента больше, чем в предыдущем году.

## Производство

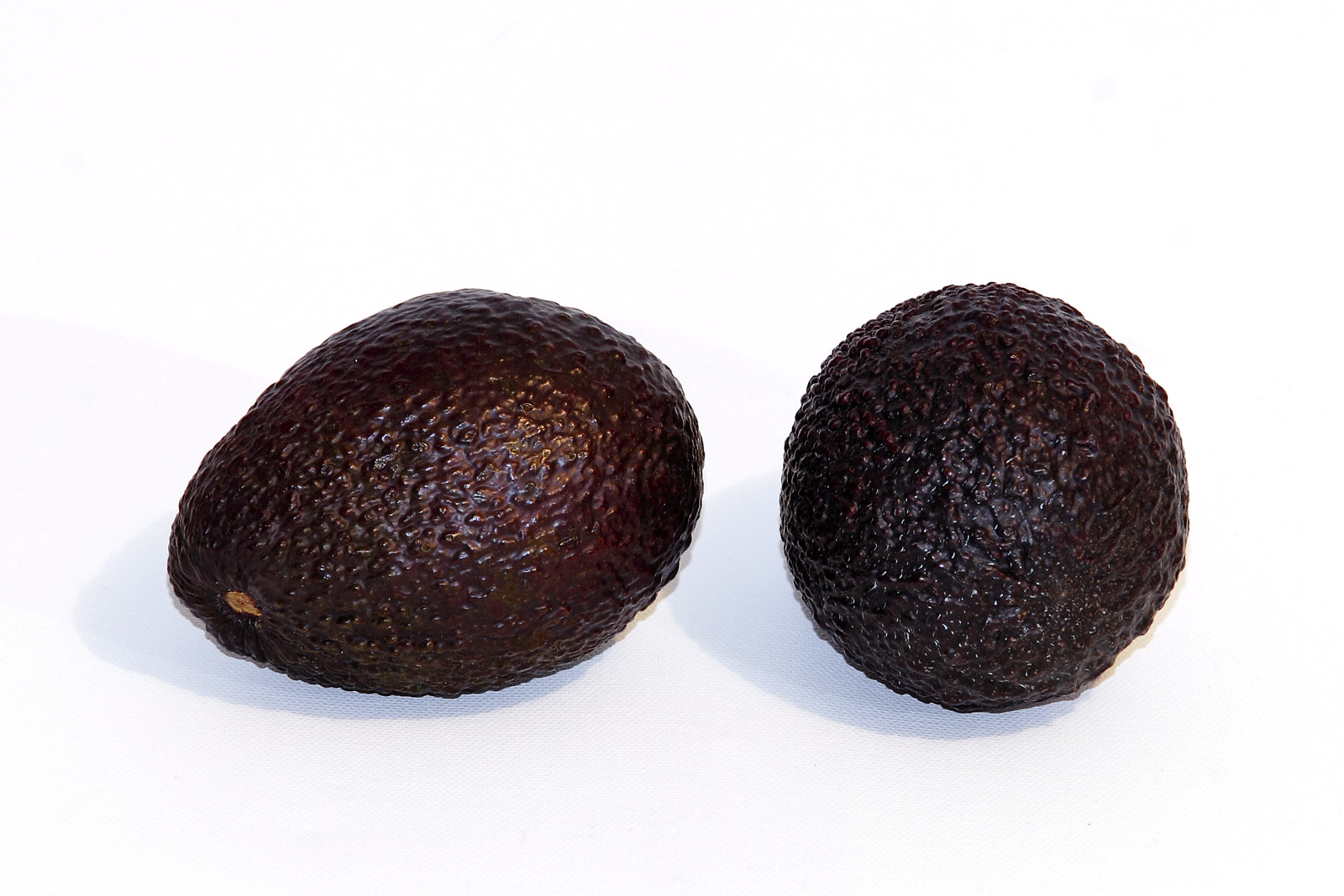
Хасс является ведущим сортом авокадо в Мексике

Мексиканское производство авокадо сосредоточено в штате Мичоакан на западе центральной Мексики. На долю Мичиокана приходится 92 % производства этой культуры в стране, регион лидирует по производству авокадо в мире, плантации авокадо занимают там порядка 106 тысяч гектар. Урожайность авокадо в Мичиокане составляет 4 тонны с гектара и может достигать 8 тонн с гектара, что намного выше аналогичных показателей в американском штате Калифорния.
Благоприятные условия для крупного производства в стране обусловлены наличием земли, дешёвой рабочей силы и характера осадков. Техника уборки урожая включает в себя ручные палки и корзины; урожай собирают, когда плоды созревают, но остаются твёрдыми. В 1985 году оценки производства составляли 401 тысяч тонн.
В период с 2001 по 2011 год производство авокадо в Мексике увеличилось с 9,4 миллиона тонн до 12,44 миллиона тонн. За тот же период экспорт из Мексики, лидирующей среди мировых экспортёров авокадо, вырос с 893 тысяч тонн до 3,47 миллиона тонн. По состоянию на 2003 год площадь земли под посадками авокадо составляла почти 350 тысяч гектар, с которых собиралось более 2,58 миллиона тонн авокадо.
По состоянию на 2013 год Продовольственная и сельскохозяйственная организация ООН (ФАО) сообщила о 21 511 производителях авокадо в Мексике, из которых 10 000 находились в Мичоакане. В стране действуют 279 комбинатов, ориентированных на внутренний рынок и 17 — на внешний. Создано 14 перерабатывающих производств, которые производили такие продукты, как гуакамоле, целлюлоза, половинки фруктов, замороженные продукты, напитки и нерафинированное масло. В результате этой деятельности было создано более 40 000 прямых рабочих мест, около 70 000 сезонных рабочих мест и более 180 000 косвенных постоянных рабочих мест.

## Экспорт

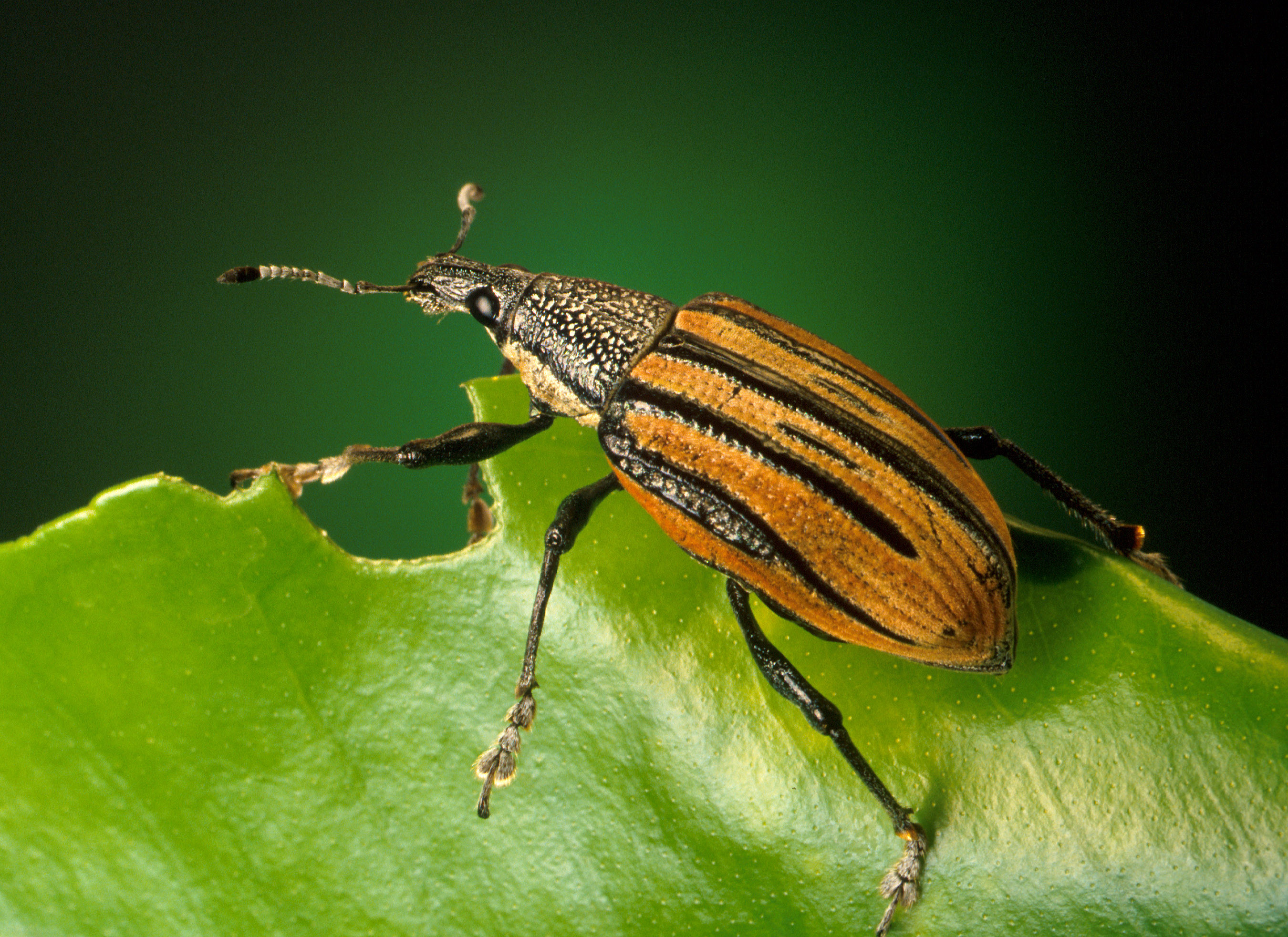
Diaprepes abbreviatus — один из видов жуков-долгоносиков — вредителей авокадо

Экспортный потенциал авокадо ограничен из-за свойств продукта. Экспорт увеличился более чем в 4 раза в период с 2000 по 2011 год, и в 2011 году он составил 27,45 процента от общего объёма производства в 12,64 миллиона тонн. Его экспорт в сыром виде ограничен из-за проблемы нескольких видов жуков-долгоносиков, являющихся вредителями авокадо (Conotrachelus aguacatae, Conotrachelus perseae, Copturus aguacatae, Diaprepes abbreviatus, Heilipus apiatus, Heilipus luari). Начиная с 1914 года США начали ограничивать импорт авокадо, чтобы уменьшить вероятность вспышек долгоносика. Эти ограничения были отменены в 1997 году, опираясь на импульс Североамериканского соглашения о зоне свободной торговли в целях поощрения межконтинентального обмена. Продукты авокадо, такие как мякоть авокадо, паста из авокадо и гуакамоле, более популярны для экспорта, и в этой форме их экспорт в США соответствовал импорту стоимости всех импортированных свежих авокадо. По данным AFM, экспорт авокадо из Мексики в США в 2016 году достиг 1,7 миллиарда долларов, потребление авокадо в Америке на душу населения увеличилось в семь раз по сравнению с 2000—2016 годами.

## Преступность
За контроль над «авокадным бизнесом» в Мексике борются преступные группировки, в том числе наркокартели, поскольку, по некоторым сведениям, доходность от производства и торговли авокадо сопоставима с прибылью от наркоторговли. По этой причине в Европе по отношению к авокадо распространён эпитет «кровавый алмаз Мексики», ряд ресторанов отказываются закупать этот фрукт, исключив его из своих меню, дистанцируясь от возможного финансирования мексиканской организованной преступности.